# العلاقات والصحة
هناك دليل تجريبي على التأثير السببي للعلاقات الاجتماعية على الصحة. تقترح نظرية الدعم الاجتماعي أن العلاقات قد تعزز الصحة خاصة عن طريق تعزيز السلوك التكيفي أو تنظيم الاستجابة للضغط. العلاقات المضطربة وكذلك الوحدة والاستبعاد الاجتماعي قد يكون لها عواقب سلبية على الصحة. تتحرى علوم الأعصاب الصحية في الدوائر العصبية المتورطة في سياق كل من الاتصال الاجتماعي والانفصال.

## نماذج
العلاقات السيئة لها تأثير سلبي على النتائج الصحية. في عام 1985، قدم كوهين وويلز نموذجين تم استخدامهما لوصف هذا الارتباط: نموذج التأثير الرئيسي ونموذج التخزين المؤقت للإجهاد.
يفترض نموذج التأثير الرئيسي أن شبكاتنا الاجتماعية تؤثر على علم النفس لدينا (تأثيرنا) وعلم وظائف الأعضاء (الاستجابات البيولوجية).يُعتقد أن هذه المتغيرات الثلاثة تؤثر على الصحة، كما هو موضح في الشكل 1. يتنبأ هذا النموذج بأن زيادة الشبكات الاجتماعية تعزز الصحة العامة. تتمثل إحدى الآليات المحتملة التي تعمل بها الشبكات الاجتماعية على تحسين صحتنا من خلال سلوكياتنا: إذا أثرت شبكتنا الاجتماعية على التصرف بطريقة معينة تعزز صحتنا، فيمكن القول إن شبكتنا الاجتماعية تؤثر على صحتنا. على سبيل المثال، ثبت أن الدعم الاجتماعي العالي يحسن مستوى نشاطنا البدني، والذي بدوره له تأثير إيجابي على صحتنا. من غير الواضح ما إذا كان هذا التأثير للدعم الاجتماعي هو عتبة أم تدرج. الفرق بين الاثنين هو أن تأثير العتبة هو مقدار ضروري من الدعم الاجتماعي المطلوب ليكون له تأثير إيجابي على الصحة. على العكس من ذلك، يمكن وصف تأثير التدرج على أنه تأثير خطي لمقدار الدعم الاجتماعي على الصحة، مما يعني أن زيادة مقدار محدد من الدعم الاجتماعي سيؤدي إلى زيادة مستوى الصحة بمقدار محدد آخر.

النموذج الثاني الذي اقترحه كوهن وويلز عام 1985 هو نموذج الإجهاد المؤقت. تم وضع هذا النموذج لشرح تأثير الشبكات الاجتماعية على الصحة عندما يواجه الفرد حدثًا مرهقًا. ويتوقع أنه عند مواجهة حدث مرهق، فإن الفرد الذي يتمتع بدعم اجتماعي كبير سيكون لديه استراتيجيات أو موارد أفضل لمواجهة هذا الحدث، وبالتالي يؤدي إلى تحسين الصحة البدنية والعقلية. الإجهاد هو استجابة تكيفية عند مواجهة الأحداث المجهدة. يمكن أن يكون الحدث المجهد حدثًا يهدد الحياة (على سبيل المثال، مرض أو مواجهة حيوان بري خطير) أو حدثًا اجتماعيًا في الحياة (على سبيل المثال، موعد نهائي أو فقدان وظيفة أو صراع مع صديق). يولد هذا الإجهاد استجابات فسيولوجية أو سلوكية، اعتمادًا على الحدث. ومع ذلك، فإن هذا الضغط ليس دائمًا «ضغطًا سلبيًا»، بل يمكن أن يكون أيضًا «ضغطًا إيجابيًا»: يميزهما هانز سيلي على أنهما ضائقة وضغط. كما هو موضح في الشكل 2، فإن الدعم الاجتماعي، وهو الدعم الاجتماعي المدرك بدقة أكبر، له تأثير على كل من عمليات التقييم والاستجابات الفسيولوجية والسلوكية، وفقًا لنموذج التخزين المؤقت للتوتر.تشير عمليات التقييم إلى الطريقة التي نقيم بها الحدث على أنه مرهق أم لا (الشعور بالإجهاد أو التقييم السليم، على التوالي). تشير الاستجابات الفسيولوجية والسلوكية إلى ما نسميه استراتيجيات المواجهة. تهدف هذه الاستراتيجيات إلى مساعدة الفرد على التعامل مع حدث مرهق، لكنها يمكن أن تنجح أو تفشل. من بين الدراسات المختلفة، استُخدم هذا النموذج لفهم كيف يمكن للدعم الاجتماعي أن يكون وقائيًا من الأمراض المعدية (كوهن وآخرين، 2015)، ولكن أيضًا الصلة بين الدعم الاجتماعي والنتائج الصحية في الحالة المحددة للأفراد المشردين (هوانج وآخرين، 2009). وأظهرت هاتان الدراستان أن الدعم الاجتماعي له تأثير إيجابي على النتائج الصحية، حتى لو بدا هذان السياقان مختلفين للغاية. لقد جادل كوهين وويلز (1985) وكاواشي وبيركمان (2001) بأن التأثير الرئيسي للدعم الاجتماعي يعتمد على الجوانب الهيكلية للعلاقات الاجتماعية، مثل حجم الشبكة الاجتماعية، وأن تأثير الدعم الاجتماعي لتخفيف الضغط. يقوم على الجوانب الوظيفية للعلاقات الاجتماعية، مثل جودة الدعم الاجتماعي. دُعم هذا الافتراض بشكل جيد من قبل الأدبيات، ولكن لا يزال من غير الواضح ما إذا كانت الآليات الأخرى للعلاقات الاجتماعية يمكن أن يكون لها تأثير على الصحة أيضًا. لاحظت بعض الدراسات وجود اختلافات في هذا التأثير بين الذكور والإناث (على سبيل المثال: بيل 1987 ، شوماكر وهيل 1991). في مجال الاكتئاب المحدد، أظهر مارتينيز وزملاؤه (2016) أن بعض الاختلافات في نوع الدعم الاجتماعي المستخدم لمواجهة الاكتئاب تختلف بين المشاركين من الرجال والنساء، وهذا الاختلاف يؤدي إلى استراتيجيات تأقلم مختلفة بين الجنسين. في الواقع، يبدو أن الرجال بحاجة إلى شبكة اجتماعية تدعمهم لضبط النفس، بينما يبدو أن النساء بحاجة إلى شبكة اجتماعية تساعدهن على التعرف على مشاكلهن. وبالتالي، يبدو من المهم أن تتضمن النماذج النظرية بعض العوامل الأخرى، مثل الجنس، لشرح الروابط بين الشبكات الاجتماعية والنتائج الصحية. على الرغم من هذا النوع من النقد، فقد تم دعم كلا النموذجين من خلال العديد من الدراسات.

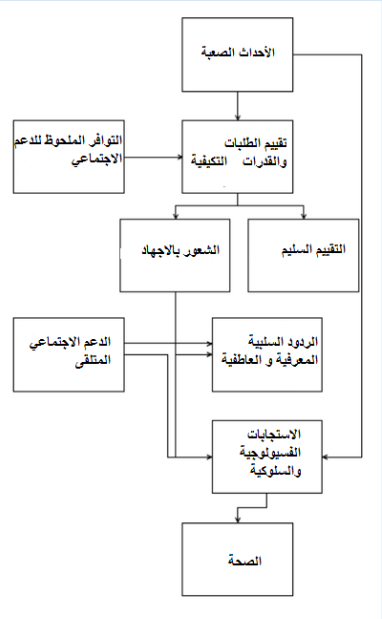
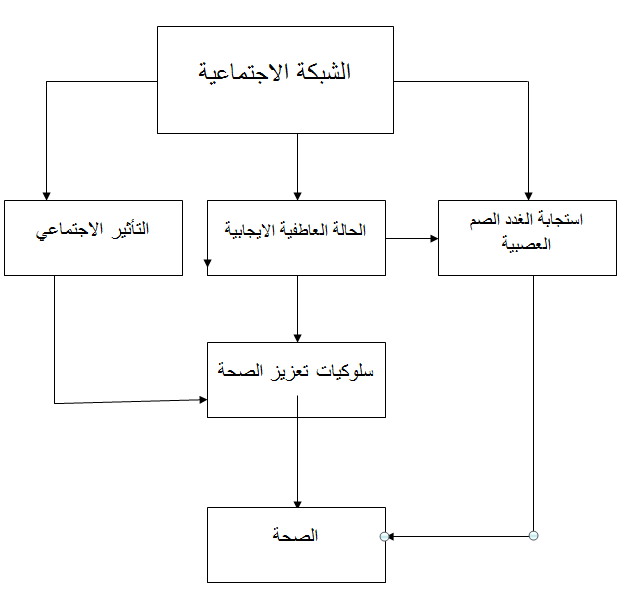

## العلاقات الاجتماعية والصحة
هاوس وآخرين (1988) وجد دليلًا على أن الاندماج الاجتماعي يرتبط ارتباطًا سلبيًا بالانتحار وأن الحالة الاجتماعية مرتبطة سلبًا بمعدلات الوفيات من جميع الأسباب. واكتشف هابيرد 1985 الصلة بين الروابط الاجتماعية والحالة الصحية من خلال إجراء سلسلة من المسوحات المنزلية. في الواقع، وجدت أن الأشخاص الذين لديهم روابط اجتماعية أكثر، وإدراك أكبر للسيطرة، وأكثر ثقة مع الآخرين يميلون إلى التمتع بصحة بدنية أفضل. ثويتس عام 2011 بالتحقيق في كيف يمكن للروابط الاجتماعية تحسين الصحة العقلية والبدنية. أظهرت النتائج أن الروابط الاجتماعية قد تؤثر على القوت العاطفي وتعزز المساعدة النشطة في التأقلم. النقطة المهمة الأخرى في هذا البحث هي أنه يمكننا تحديد نوعين من «المؤيدين» القادرين على تقديم أنواع مختلفة من الدعم الاجتماعي. يميل الآخرون المهمون (على سبيل المثال، العائلة، والأصدقاء، والزوجة، وما إلى ذلك) إلى تقديم المزيد من الدعم الفعال والاستدامة العاطفية، بينما يميل الآخرون المتشابهون من الناحية التجريبية (أي الأشخاص الذين عانوا من نفس أحداث الحياة منا) إلى تقديم المزيد من التعاطف، و«قدوة» (بدا الشخص المماثل وكأنه نموذج، شخص لتقليده) ومساعدة فعالة في التأقلم.
علاوة على ذلك، يمكن أن يساعدنا الدعم الاجتماعي في تنظيم المشاعر قبل كل شيء عندما نواجه حدثًا مرهقًا. من المحتمل أن تكون واحدة من أشهر الدراسات حول هذا المجال من التحقيق أجراها كوان ودافيدسون وشايفر (2006). في دراستهم، طلبوا من المتزوجين الذهاب معًا في المختبر. أبلغ جميع الأزواج عن مستوى عالٍ من الرضا الزوجي. هدفت الدراسة إلى تقييم تأثير مسك اليد على الاستجابة العصبية للتهديد. لخلق حدث مرهق، أبلغوا المرأة المشاركة من كل زوجين أنها ستتعرض لصدمات كهربائية معتدلة. كانت هناك ثلاثة شروط تجريبية: لا تمسك باليد، أو تمسك يد غريب، أو عقد يد للزوج. أشارت النتائج إلى أن كلا من الزوج والأيد الغريبة التي تمسك استجابة عصبية ضعيفة للتهديد، لكن تمسك الأيدي الزوجية كان فعالًا بشكل خاص. علاوة على ذلك، حتى ضمن هذه العينة من الأزواج الذين يتمتعون بمستويات عالية من الرضا، كانت فوائد الإمساك بالزوج تحت التهديد أكثر أهمية لدى الأزواج الذين أبلغوا عن أعلى جودة للعلاقة الزوجية.
....
كما ذكرنا سابقًا، يمكن أن يساعد الاتصال الاجتماعي في تنظيم الاستجابات العاطفية للتعامل مع ضغوطات الحياة. يميل الأشخاص الذين يستفيدون من الدعم الاجتماعي المرتفع إلى إدراك الموقف الصعب على أنه أقل تهديدًا، وبالتالي، فإنهم ينتجون استجابة سلوكية أقل حدة للتعامل مع الضغوطات (كوهن وآخرين، 2013). يجب على الأشخاص الذين لديهم دعم اجتماعي أكبر أن يبذلوا جهدًا إدراكيًا أقل لتنظيم العواطف مقارنة بالأشخاص الذين لا يعانون من هذا النوع من الدعم الاجتماعي. توفر العلاقات الدعم الاجتماعي الذي يسمح لنا باستخدام جهد أقل لتنظيم عواطفنا، خاصةً عندما يتعين علينا التعامل مع المواقف العصيبة.
العلاقات الاجتماعية لها تأثيرات قصيرة وطويلة المدى على الصحة العقلية والجسدية. في منظور مدى الحياة، تشير الأبحاث الحديثة إلى أن تجارب الحياة المبكرة لا تزال لها عواقب على السلوك الصحي في مرحلة البلوغ. في الواقع، تميل التأثيرات الإيجابية أو السلبية للعلاقات إلى تعزيز الميزة التراكمية أو المساوئ في الصحة. العلاقات غير المترابطة، وكذلك نقص الدعم الاجتماعي، لها عواقب سلبية على الصحة، علاوة على ذلك، يمكن أن تكون هذه العواقب تراكمية في منظور مدى الحياة (أومبروسن ومونتيز، 2010).
في بعض الدراسات، وجد الزواج كواحد من أهم العلاقات لكثير من البالغين وقد يكون له آثار مفيدة على الصحة، اعتمادًا على طبيعة العلاقة الزوجية. يمكن أن يكون للعلاقات الزوجية التي تكون دون المستوى آثار سلبية على الصحة الجسدية. وبالتالي، قد يكون الزواج المؤسف أكثر ارتباطًا بالمرض والوفاة. علاوة على ذلك، تظهر بعض الاستجابات الفسيولوجية أثناء نقاشات النزاع بين الأزواج، مثل ارتفاع معدل ضربات القلب، والتغيرات في مستويات الهرمونات المرتبطة بالتوتر، والتغيرات في وظيفة المناعة. وهذه العلاقات تزيد من احتمالية الإصابة بضغط مزمن وتميل إلى أن يكون لها آثار طويلة المدى على الصحة (على سبيل المثال، روبلز وآخرين، 2003).
ومع ذلك، فإن الافتقار إلى العلاقات، أي العزلة الاجتماعية أو الوحدة أو الإقصاء الاجتماعي، له أيضًا عواقب سلبية على الصحة العقلية والجسدية. أولاً، من المهم التمييز بين تعبيرين متشابهين هما العزلة الاجتماعية والشعور بالوحدة. تشير العزلة الاجتماعية إلى الافتقار الفعلي للعلاقات، في حين أن الوحدة هي شعور أكثر ذاتية بالعزلة والضيق. أجريت دراسة في الولايات المتحدة بين كبار السن لفحص العلاقة بين العزلة الاجتماعية والشعور بالوحدة والنتائج الصحية. أعطت النتائج دليلاً على أن الشعور بالوحدة لا يرتبط دائمًا بالعزلة الاجتماعية. في الواقع، يرتبط الشعور بالوحدة ارتباطًا وثيقًا بمشاكل الصحة العقلية أكثر من ارتباطه بالعزلة الاجتماعية الموضوعية (كويل ودوجان، 2012).
يتأثر الشباب أيضًا بالعزلة الاجتماعية. أجرى ايسينبرج وهينفر عام 2009 دراسة بين طلاب الجامعات لتقييم العلاقة بين الدعم الاجتماعي والصحة العقلية. كشفت الدراسة عن نتيجتين مثيرتين للاهتمام. أولاً، الطلاب الذين لديهم مخاطر أكبر من العزلة الاجتماعية هم أولئك الذين لديهم خصائص تختلف عن معظم زملائهم في الفصل (أي عرق الأقليات أو الإثنية، والوضع الدولي، والوضع الاجتماعي والاقتصادي المنخفض، وما إلى ذلك). ثانيًا، يميل الطلاب الذين لديهم أقل دعم اجتماعي إلى زيادة مشاكل الصحة العقلية (أي أعراض الاكتئاب) أكثر من أولئك الذين لديهم دعم اجتماعي أعلى.

## التفسيرات العلمية العصبية المقترحة للعلاقة بين العلاقات والصحة
أدى تطوير بعض أساليب البحث مثل التصوير العصبي ودراسات الهرمونات وعلم النفس العصبي السريري إلى فتح وتوسيع كل من الدراسة وفهم العلاقة بين الصحة والعلاقات الاجتماعية. حتى الدراسات التي أجريت على الحيوانات ساعدت أيضًا في تقدم هذا المجال الجديد الذي يسمى «علم الأعصاب للصحة» (إريكسون، كريسويل، فيرستين، وجياناروس، 2014) من منظور علم الأعصاب، يمكن اعتبار أن التجارب الاجتماعية تتضمن أنظمة عصبية محددة. تمكنت بعض الأبحاث من التمييز بين نظامين لاستجابة الدماغ بناءً على نوع التجربة الاجتماعية. وبهذا المعنى، فإن التجارب الاجتماعية التي تعتبر سلبية من شأنها تنشيط هياكل الدماغ الموجهة لعملية التهديد، والتجارب الاجتماعية التي يُنظر إليها على أنها إيجابية أو ممتعة ستشمل الهياكل المقابلة لنظام المكافأة (إيسنبرج وكول، 2012).
كل نظام، سواء كان نظام الاستجابة للتهديد أو نظام المكافأة، من شأنه أن يطلق سلسلة من الاستجابات النفسية الفيسيولوجية المرتبطة بالصحة مثل السلوكيات التكيفية، ومعدل ضربات القلب، وإنتاج الهرمونات، وضغط الدم، ومعدل التنفس، وما إلى ذلك. لقد قيل أن مشاركة نظام المكافأة سيكون لها تأثير مثبط على نظام الإنذار (إيسنبرج وكول، 2012). تم الحصول على بعض الأدلة التجريبية التي تدعم هذه الأفكار بناءً على الأبحاث التي أجريت على الحيوانات والبشر من خلال التصوير العصبي والدراسات الهرمونية.
فيما يتعلق بنظام الاستجابة للتهديدات، فقد لوحظ أن القشرة الحزامية الأمامية الظهرية (dACC) والسنجابية المحيطة بالمسال والقشرة المخية الجزيرية الأمامية تلعب دورًا مهمًا. عندما تكون هذه المناطق مصابة بالحيوانات، فإنها تظهر انخفاضًا في الضيق. على نفس المنوال، عندما يتم تقديم صور لأحبائهم المتوفين، تظهر هذه الهياكل نشاطًا كبيرًا (إريكسون، كريسويل، يرستينن، وجياناروس، 2014؛ إيسنبرج وكول، 2012).
أخيرًا ، فيما يتعلق بالدراسات الهرمونية، يقترح أوشينو وزملاؤه (2007) أن هناك صلة بين محور تحت المهاد والغدة النخامية والكظرية وعلامات الالتهاب التي قد تتنبأ ببعض المشكلات الصحية مثل أمراض القلب والأوعية الدموية والسكري والضعف. علاوة على ذلك، أثناء المحفزات الاجتماعية مثل اللمس أو التدليك، لوحظ بعض إنتاج الأوكسيتوسين. هذا الهرمون له تأثيرات مضادة للإجهاد مرتبطة بانخفاض مستويات الكورتيزول وتكيف الدم. وبالتالي، على الرغم من أن نهج علم الأعصاب لا يزال قيد التطوير، إلا أن هناك بعض الأدلة العصبية على العلاقة بين العلاقات الاجتماعية والصحة.

## التطبيقات
بناءً على ما تم وصفه أعلاه، من المهم وضع مداخلات تعمل على تحسين الصحة البدنية والعقلية من خلال تعزيز العلاقات الاجتماعية. يمكن أن تستهدف هذه المداخلات سياقات مختلفة (العمل، الصداقة، إلخ) أو مجموعات سكانية مختلفة (الشباب أو المسنين، المتزوجين أو غير المتزوجين، إلخ). يعد تحديد السياق والسكان المستهدفين أمرًا مهمًا لأن بعض الأفراد معرضون أكثر من غيرهم عمومًا أو في بعض السياقات المحددة. على سبيل المثال، من الموصوف جيدًا أن الطلاب هم فئة سكانية مصنفة في خطر التعرض لمشاكل صحية، ومن بين الطلاب، يكون الطلاب السود أكثر قلقًا من مشاكل الصحة العقلية (ليندسي وآخرين، 2019) في هذا المثال، من المهم تصميم مداخلة خاصة بالطلاب السود، والتي تختلف قليلاً عن المداخلة المصمم للطلاب بشكل عام.
وفقاً لكاواتشي وبيركمان (2010) تم اقتراح بعض المداخلات لتحسين الروابط الاجتماعية: مداخلات مجموعة الدعم، ومداخلات الدع الفردية، مداخلات تعزيز الشبكات الطبيعية، بسبب تنوع كل مداخلة حتى في نفس فئة المداخلة التي تم اقتراحها من الأدبيات ليس من المجدي استخلاص استنتاجات عامة. ومع ذلك، من خلال استهداف سياقات محددة ومجموعات سكانية محددة، وجدت بعض الدراسات أن هذه الأنواع من المداخلات يمكن أن تكون فعالة لتحسين الصحة البدنية أو العقلية. على سبيل المثال، قام ليونغ وأوريل وأورتيغا (2015) بمراجعة الأدبيات التي تختبر التأثير الإيجابي لتدخلات مجموعة الدعم الاجتماعي للأشخاص الذين تم تشخيص إصابتهم بالخرف واكتشفوا أن لها فوائد قليلة فيما يتعلق بالاكتئاب ونوعية حياة المرضى. ومع ذلك، فإن التجارب المشمولة في هذه المراجعة محدودة للغاية (دراستان فقط تتناسبان مع معايير الاشتمال)، فهي غير متجانسة، مما يعني أنه من الصعب استنتاج تأثير تدخلات مجموعة الدعم الاجتماعي في هذا السياق، والمزيد من التجارب المعشاة ذات الشواهد ستكون بحاجة.
تم تحديد أربعة مداخلات من قبل ماسي والمتعاونين معه (2011) للحد من الشعور بالوحدة: تحسين المهارات الاجتماعية، وتعزيز الدعم الاجتماعي، وزيادة فرص التفاعل الاجتماعي، ومعالجة الإدراك الاجتماعي غير الطبيعي. زيادة فرص التفاعل الاجتماعي وتعزيز المهارات الاجتماعية يمكن أن يكون له تأثير أكبر على العزلة الاجتماعية، في حين أن تحسين المهارات الاجتماعية ومعالجة الإدراك الاجتماعي غير الطبيعي يركز على الشعور بالوحدة. يشير تحسين المهارات الاجتماعية إلى إعطاء طرق للتفاعل بشكل أفضل مع الآخرين. بين طلاب الجامعات الوحيدين، كان هذا النوع من التدخل مرتبطًا بشكل إيجابي بتقليل الشعور بالوحدة.
الهدف من المداخلات التي تعالج الإدراك الاجتماعي غير الطبيعي هو أن الأفراد الوحيدين يتعلمون أن الأفكار السلبية التلقائية ليست حقائق، بل فرضيات. بالنسبة لكبار السن، يمكن أن تكون المداخلات عبارة عن زيارة منزلية أو اتصالات هاتفية، ومداخلات/أنشطة جماعية، وما إلى ذلك. قد تكون المداخلات الجماعية الأكثر فعالية. أحد المداخلات التي تهدف إلى زيادة فرص التفاعل الاجتماعي هي الصداقة، والتي يبدو أنها تقلل العزلة الاجتماعية. المداخلات التي يبدو أنها الأكثر فعالية هي المداخلات التي تعزز فرص التفاعل الاجتماعي عبر الأنشطة الجماعية أو المداخلات الجماعية. يميل الرجال إلى أن يكونوا أكثر تقبلاً لهذه المداخلات من النساء، ربما لأن النساء يميلون إلى الاعتماد على أنفسهن أكثر من الرجال. يبدو أن المداخلات التي تعزز الدعم الاجتماعي هي الأقل فعالية، ويبدو أن المداخلات التي تعالج الإدراك الاجتماعي غير الطبيعي لها أكبر تأثير على الشعور بالوحدة مقارنة بالمداخلات الأخرى.
جانب آخر من المهم ذكره هو السياسات الاجتماعية. نظرًا لأن تأثير العلاقة على الصحة وقائي أيضًا، فقد يكون تنفيذ سياسات الروابط الاجتماعية فعالًا لتعزيز الصحة والرفاهية لدى السكان (أومبرسون ومونتيز، 2010) قد يتم «توسيع» بعض النتائج الصحية (السمنة والسعادة وما إلى ذلك) على نطاق واسع من خلال الشبكات الاجتماعية. يجب أن تستخدم السياسات الاجتماعية هذا التأثير الطبيعي على المداخلات. إحدى القضايا الرئيسية التي يجب أن تواجهها السياسات هي أن العلاقة بين الروابط الاجتماعية والصحة تختلف باختلاف الفئات الاجتماعية، لذلك يجب أن يكونوا حذرين بشأن كيفية تنفيذ المداخلات. للحد من العزلة الاجتماعية، يمكن للسياسات أن تعزز نظام التعليم لتحسين المهارات الاجتماعية والعاطفية على سبيل المثال.
لتحسين كل من المداخلات والسياسات الصحية، لا تزال هناك حاجة للبحث في المستقبل لتحديد السكان المعرضين لخطر كبير من العزلة الاجتماعية وفهم أنواع المداخلات أو حملات الوقاية التي يمكن أن تكون فعالة في قضية الصحة العامة هذه.

## انتقاد النماذج
كان حجم عينة الدراسات ذات الصلة منخفضًا بشكل عام، مما يؤثر على القوة الإحصائية للنتائج.
انتقاد آخر هو الافتقار إلى تمثيل العينات. أجريت معظم الدراسات في المجتمعات الغربية. كما يشير آدامز وجلين (2005) يمكن أن يكون للعلاقات الشخصية تأثيرات مختلفة بين الدول المختلفة. وبالتالي، من الممكن أن تُبرِز الدراسة في معظم سكان الدول الغربية نتائج مختلفة عن دراسة البلدان منخفضة الدخل. تم تعزيز هذا الافتراض من خلال النتائج التي توصل إليها دي سيلفا وزملاؤه (2007) والتي تشير إلى أن تأثير العلاقات على الصحة قد يختلف اعتمادًا على الثقافة. وبالتالي، سيكون من المهم استكشاف هذا التأثير باستخدام عينات أكبر تتناسب بشكل أفضل مع سكان البلدان واستكشاف هذا الرابط بين الثقافات المختلفة.
عند مراجعة الرابط بين الدعم الاجتماعي وأعراض الاكتئاب، اكتشف غاريبي وآخرين (2016) أن قياس الدعم الاجتماعي كان مشكلة في الأدبيات. في الواقع، كانت الأدوات المستخدمة لقياس الدعم الاجتماعي غير متجانسة بين الدراسات التي تمت مراجعتها. نتيجة هذا التباين هو أنه لا يمكن التأكد من أن جميع الدراسات تقيس الشيء نفسه. علاوة على ذلك، ذكروا أن أكثر من نصف الدراسات المستعرضة استخدمت أدوات قياس لم تكن صحيحة إحصائيًا، مما يعني أنه من غير المؤكد ما إذا كانت هذه الأدوات تقيس الدعم الاجتماعي حقًا. بناءً على أبحاثهم، يمكن بسهولة تخمين أن هذه المشكلة موجودة أيضًا في أبحاث أخرى تدرس العلاقة بين العلاقات الاجتماعية والصحة. بحثًا في هذه المسألة، قارن دامبي وزملاؤه (2018) ترجمة أحد المقاييس الأكثر استخدامًا لتقييم الدعم الاجتماعي المتصور، وهو مقياس الدعم الاجتماعي المتصور متعدد الأبعاد (MSPSS)، واكتشفوا أنها ليست صالحة بشكل متساوٍ. إحدى القضايا الرئيسية التي وصفوها هي أن المقاييس المختلفة المترجمة لم تتم ترجمتها بدقة. ومن ثَمَّ، لا يمكن مقارنة الدراسات المختلفة من مختلف البلدان التي استخدمت MSPSS لتقييم تأثير العلاقات على الصحة، ويمكن افتراض أن هذه المشكلة يمكن العثور عليها أيضًا في المقاييس الدولية الأخرى. بالنظر إلى جميع النقاد المقدمين، يحتاج مجال علم النفس هذا إلى استكشاف الروابط بين العلاقات والصحة باستخدام طرق موثوقة: حجم عينة أكبر، وعينات تمثيلية، وتصميم السببية، وأدوات قياس صالحة. سيكون استخدام هذه الأساليب الموثوقة مفيدًا لتعميم النتائج على عدد أكبر من السكان وتعزيز القوة الإحصائية للدراسات (ما يمكن تلخيصه على أنه جودة الدراسات). من المطمئن أن نلاحظ تطور طرق جديدة لممارسة العلوم، مثل علوم التعهيد الجماعي، التي تشجع على استخدام أساليب أفضل لتحسين جودة البحث العلمي.